# Josef Schneeweiß
Josef Schneeweiß, auch Josef Schneeweiss, genannt Pepi Schneeweiß (* 24. April 1913 in Wien, Österreich-Ungarn; † 3. Oktober 1995 ebenda) war ein österreichischer Mediziner und Sozialdemokrat. Er war Widerstandskämpfer gegen den Austrofaschismus sowie Interbrigadist. Während des Zweiten Weltkrieges war Schneeweiß Häftling im KZ Dachau.

## Leben
Schneeweiß, der die Volksschule, die Mittelschule und das Gymnasium in Wien besuchte, war schon während seiner Schulzeit beim Verband Sozialistischer Mittelschüler (VSM) tätig. Nach dem Abschluss seiner Schullaufbahn begann er 1932 ein Studium der Medizin in Wien und engagierte sich bei der Sozialistischen Studentenbewegung und als Aktivist der Kommunistischen Partei. Nach der Niederschlagung des bewaffneten Aufstandes Mitte Februar 1934 gegen den austrofaschistischen Ständestaat unter Engelbert Dollfuß ging er in den Untergrund. Im selben Jahr befand er sich wegen einer Psychose in psychiatrischer Behandlung.
Ab Herbst 1936 beteiligte sich Schneeweiß als freiwilliger Kämpfer bei den Internationalen Brigaden im Spanischen Bürgerkrieg gegen die Errichtung einer faschistischen Diktatur. Da er sich während der Kämpfe eine schwere Handverletzung zuzog, wurde er im Verlauf des Bürgerkrieges als Sanitäter der Interbrigaden eingesetzt. Nach der Niederlage der Republikaner setzte er sich im Februar 1939 nach Frankreich ab und wurde 1939 in Südfrankreich interniert. Nach der Besetzung Frankreichs durch das Deutsche Reich wurde Schneeweiß am 1. Dezember 1940 in Paris verhaftet. Zunächst war er in Saarbrücken und später in Wien inhaftiert. Durch die Gestapo Wien wurde er am 11. Juni 1941 erkennungsdienstlich erfasst.
Gegen Schneeweiß und weitere Interbrigadisten wurden vor dem Oberlandesgericht Wien Verfahren wegen deren Teilnahme auf republikanischer Seite am Spanischen Bürgerkrieg verhandelt. Schneeweiß wurde am 11. November 1941 zu zwei Jahren und vier Monaten Zuchthaus sowie dem Verlust der bürgerlichen Ehrenrechte auf zwei Jahre verurteilt. Nach dem Urteil wurde er am 5. Dezember 1941 ins Zuchthaus Stein verbracht und am 24. Dezember 1941 wieder entlassen. Danach wurde er zur Gestapo überstellt. Infolge einer Order des Befehlshabers der Sicherheitspolizei und des SD wurde die KZ-Einweisung für Schneeweiß am 30. Dezember 1941 verfügt. Schneeweiß wurde aufgrund eines „amtswegigen Gnadenverfahrens“, das u. a. seitens des Generalstaatsanwalts des Wiener Oberlandesgerichts befürwortet wurde, in den ersten Monaten des Jahres 1942 begnadigt und seine Reststrafe erlassen. In der Gnadenentschließung, die ihm durch den Dachauer Lagerkommandanten mitgeteilt wurde, hieß es u. a.: „Ich bitte, dem Verurteilten zu eröffnen, dass die Gnadenentschließung aufgrund von Zusicherungen der Rückführungsbeauftragten der deutschen Waffenstillstandskommission über die Behandlung der Rotspanienkämpfer ergeht“.  Schneeweiß wurde jedoch trotz dieser Gnadenentschließung in Haft gehalten. Am 9. Februar 1942 wurde er ins KZ Dachau eingeliefert, wo er bis zur Befreiung des KZ Dachau am 29. April 1945 inhaftiert war.
Nach Kriegsende schloss Schneeweiß sein Medizinstudium an der Universität Wien ab, gründete den Verband Sozialistischer Studenten neu und promovierte 1947 nach seiner Medizinischen Staatsprüfung zum Dr. med. Danach arbeitete er als Assistenzarzt an der Universität Wien und schloss sich der Sozialistischen Ärztevereinigung an. Bei den „Sozialistischen Ärzten“ bekleidete er das Amt eines Schriftführers. Die SPÖ verbot Schneeweiß 1955 nach einem Parteischiedsgerichtsverfahren innerhalb der Partei für fünf Jahre Funktionen in der Sozialistischen Partei zu übernehmen, da er sich als Linksabweichler kritisch zur Aufstellung des Bundesheeres geäußert hatte. Zudem endete seine Beschäftigung als Krankenhausarzt am Wiener Hanusch-Krankenhaus. Kurt Steyrer erhielt aufgrund ähnlicher Äußerungen eine Rüge des Parteischiedsgerichts.
Ab 1970 war Schneeweiß wieder leitend bei der Sozialistischen Ärztevereinigung tätig. Er betätigte sich später als Dichter und Autor, seine Autobiografie „Keine Führer. Keine Götter. Erinnerungen eines Arztes und Spanienkämpfers“ erschien 1986. Bis zu Pensionierung 1978 war er als niedergelassener Arzt in Wien tätig. Er wurde am Gersthofer Friedhof bestattet.

## Schriften (Auswahl)
- Wer, wenn nicht wir. Mundus, Wien 1973
- Keine Führer, keine Götter: Erinnerungen eines Arztes und Spanienkämpfers. Junius, Wien 1986
- Für Spaniens Freiheit. Österreicher an der Seite der Spanischen Republik 1936–1939. Eine Dokumentation. Hrsg. vom Dokumentationsarchiv de österreichischen Widerstands, Österreichischer Bundesverlag, Wien 1986, S. 51–56, 118–120, 222–226 und 270f. (Autobiografie).